# Liste der denkmalgeschützten Objekte in Straß im Attergau
Die Liste der denkmalgeschützten Objekte in Straß im Attergau enthält das einzige denkmalgeschützte, unbewegliche Objekt der oberösterreichischen Gemeinde Straß im Attergau.

## Denkmäler
| Foto |                 | Denkmal                                                                                       | Standort                          | Beschreibung | Metadaten |
| ---- | --------------- | --------------------------------------------------------------------------------------------- | --------------------------------- | ------------ | --- |
| ja   | Datei hochladen | Wegkapelle Maria zur immerwährenden Hilfe/Kronbergerkapelle HERIS-ID: 99099 Objekt-ID: 115141 | Kronberg 1 Standort KG: Wildenhag |              | BDA-Hist.: Q37773519 Status: Bescheid Stand der BDA-Liste: 2025-06-30 Name: Wegkapelle Maria zur immerwährenden Hilfe/Kronbergerkapelle GstNr.: .12/3 Kronbergkapelle |